# ملكان
ملكان (بالفارسية: ملکان) هي منطقة سكنية تقع في إيران في البلدة المركزية. يقدر عدد سكانها بـ 23,989 نسمة .